# Дравше
Дравше (словен. Dravče) — поселення в общині Вузениця, Регіон Корошка, Словенія. Висота над рівнем моря: 374,3 м.